# Axonolaimus paraspinosus
Axonolaimus paraspinosus är en rundmaskart. Axonolaimus paraspinosus ingår i släktet Axonolaimus, och familjen Axonolaimidae. Arten är reproducerande i Sverige.